# مدرسة بورسيل ماريان الثانوية
مدرسة بورسيل ماريان الثانوية هي مدرسة ثانوية ضيقة في حي إيست وولنات هيلز في سينسيناتي، أوهايو، الولايات المتحدة، ومقرها في التقاليد المريمية . يقع في حي الأعمال DeSales Corner، على طول شارع ميديسون.
مدرسة بورسيل ماريان الثانوية هي مدرسة رومانية كاثوليكية مختلطة تخدم هيئة طلابية متعددة الأعراق من العديد من الأديان ذات الخلفيات والاحتياجات التعليمية المختلفة. وهي مستأجرة من ولاية أوهايو ومعتمدة من قبل الرابطة الشمالية المركزية للمدارس. حضري في بيئته، تشرف عليه أبرشية سينسيناتي . في أكتوبر 2019، تم اعتماد مدرسة بورسيل ماريان الثانوية كمدرسة عالمية للبكالوريا الدولية.

## الخريجون والمعلمون والمدربون البارزون
- جيم بولجر، لاعب بيسبول سابق في الدوري الرئيسي [7]
- درو دينسون، أول لاعب بيسبول، اختيار الجولة الأولى لعام 1984 في مشروع دوري البيسبول الرئيسي[8]
- ديريك ديكي، فئة 1969، لاعب كرة سلة محترف لبطل الدوري الاميركي للمحترفين 1975 غولدن ستايت ووريورز[9]
- ريتشارد تي فارمر، الملياردير العصامي ومؤسس شركة سينتاس
- ريتشارد هيغ، شاعر
- كيفن هارينجتون، مستثمر ("سمك القرش") على ABC show Shark Tank
- جاك هوفمان، لاعب اتحاد كرة القدم الأميركي
- ماكسويل هولت، 2005، عضو منتخب الولايات المتحدة للكرة الطائرة للرجال ونادي مودينا فولي الإيطالي
- القاضي جون دبليو كيفي، 1932، قاضي محكمة مقاطعة هاميلتون البلدية، ومحكمة مقاطعة هاميلتون للنداءات العامة ومحكمة الاستئناف في أوهايو
- تيري كيلنز، لاعب وسط اتحاد كرة القدم الأميركي، مسؤول
- أوستن كينج، مدرب اتحاد كرة القدم الأميركي
- تشارلي لوكن، سياسي، عمدة سينسيناتي السابق وعضو الكونغرس
- توم لوكين، سياسي وعمدة سينسيناتي السابق وعضو الكونغرس
- بوبي مور، لاعب بيسبول محترف[10]
- سكوت مونينغهوف، لاعب بيسبول محترف، اختيار الجولة الأولى عام 1977 في مشروع دوري البيسبول الرئيسي[11]
- ميشيل موسمان، سياسية، ممثلة ولاية إلينوي
- تايرون باور، فئة 1931، ممثل، نجمة أفلام هوليوود في الأربعينيات والخمسينيات من القرن الماضي
- روجر ستوباخ، فئة عام 1960، لاعب الوسط في اتحاد كرة القدم الأميركي لفريق دالاس كاوبويز في قاعة مشاهير كرة القدم المحترفة
- مايك رايت، فئة 2000، لاعب خطي سابق في اتحاد كرة القدم الأميركي لنيو إنغلاند باتريوتس
- روبرت كيستنر، دفعة عام 1934، شارك في ابتكار حبوب منع الحمل
- بوب ويلمان، لاعب بيسبول محترف سابق[12]